# Tsuma, Shōgakusei ni Naru.
Tsuma, Shōgakusei ni Naru. (妻、小学生になる。 lit. Mi esposa se convierte en estudiante de primaria?), o simplemente TsumaSho, es una serie de manga escrita e ilustrada por Yayū Murata. Originalmente fue un one-shot publicado en la revista de manga seinen de Houbunsha Weekly Manga Times, en abril de 2018, antes de ser serializado en la misma revista desde julio de 2018 hasta diciembre de 2022. La serie se ha recopilado en catorce volúmenes de tankōbon. 
Está protagonizada por Nijima Keisuke como un hombre asalariado que vive felizmente junto con su esposa y su hija, hasta que un día la primera fallece y él se derrumba. Como padre soltero, tiene que esforzarse más por su hija pero, aun así, su estilo de vida se vuelve muy deplorable, hasta que un día aparece una niña que afirma ser la reencarnación de su esposa y se propone ayudarlo para corregir su lamentable situación.
Una adaptación de un drama televisivo se emitió de enero a marzo de 2022. Una adaptación de una serie de televisión de anime producida por Studio Signpost se estrenó el 6 de octubre de 2024, con un total de doce episodios finalizando el 22 de diciembre de 2024.

## Argumento
Después de la prematura muerte de su esposa Takae Niijima en un accidente automovilístico, Keisuke Niijima, un hombre de familia honesto, cariñoso pero excesivamente dependiente, se desanima y se convierte en una sombra de lo que fue. Se encierra en sí mismo, revolcándose en su propia desesperación, sin prestar atención a su ahora adulta hija, Mai. Una noche, mientras cenan en la tienda, abren la puerta a una estudiante de primaria llamada Marika Shiraishi, que dice ser una reencarnación de Takae. Keisuke la despide, solo para que Marika le diga hechos que solo Takae habría sabido, demostrando que ella es, de hecho, Takae Niijima en el cuerpo de una estudiante de primaria. Takae inmediatamente los regaña a ambos por vivir vidas tan insatisfactorias y tristes y los ayuda a volver al buen camino ayudando a Mai a tener más confianza y buscar un trabajo más social, a través del cual Mai conoce a un hombre aparentemente grosero y brusco, pero en realidad amable llamado Renji Aikawa, con quien finalmente se acerca y decide casarse. Takae, a través de Marika, también ayuda a Keisuke a recuperar su antiguo yo alegre pero imprudente al reunirse con él a menudo para darle bentos hechos a mano.
A lo largo de la primera mitad de la historia, los Niijimas (con Marika) disfrutan de viajar a muchos lugares diferentes y crear recuerdos en el camino. La madre de Marika, Chika Shiraishi, también se presenta como una madre mayormente ausente que muestra poco o ningún amor hacia la amabilidad de su hija y que también se salta su día anual de deportes para ir a pasarlo con su amante llamado Hiroki, quien se revela que ha estado teniendo relaciones sexuales con ella.
Después de un tiempo de reunirse con Marika en secreto, Keisuke se entera de la reputación de Chika como madre ausente y la confronta por ello, después de lo cual los Niijimas le cuentan a Chika su secreto sobre la "reencarnación" de Takae. Chika, aunque muy escéptica al principio, comienza a creer después de ver cómo actúa Marika/Takae con los Niijimas. Aunque está feliz de que Marika esté ocupada cuando ella está ocupada, se revela que ha desarrollado una personalidad irritable después de que su exmarido la dejara debido a una adicción al juego y al no tener padres cariñosos. Ella se arrepiente de sus acciones pasadas y se muestra que realmente se preocupa por su hija cuando Marika descubre una foto de hace mucho tiempo, que consiste en ella y Chika sonriendo en un parque de diversiones dentro de una caja llamada "Tesoro".
A lo largo de la historia, Chika intenta recuperar su vida para Marika y deja su trabajo a tiempo parcial por uno que le paga más estable. También se muda a un apartamento cerca de los Niijima para que Takae pueda estar más cerca de ellos y para su nuevo trabajo de ventas. Después de una reunión con la familia de Renji, que vive lejos, Takae se siente muy contenta con la situación de su antigua familia, lo que inadvertidamente hace que cambie temporalmente con la Marika Shiraishi original, ahora una estudiante de secundaria, que no recuerda el año pasado que pasó con los Niijima como Takae o cómo su madre ha comenzado a suavizarse con ella.
Después de un tiempo, Takae regresa. Debido a esta experiencia, Takae comienza a cuestionarse si su regreso es realmente una reencarnación, ya que Takae no tiene ningún recuerdo del momento en que no tenía el control del cuerpo de Marika. Preocupada por esto, decide ir a conocer al joven autor de un libro superventas, Izumo Rion, cuyo libro comparte una trama y un entorno inquietantemente similares a los de Takae y que también tuvo un ataque de nervios en la televisión como el suyo. Después de encontrarse con él, descubre que Izumo es, de hecho, un hombre de 30 años que ha poseído el cuerpo de Izumo Rion, de 15 años, después de arrepentirse de no poder perseguir su sueño de convertirse en un novelista exitoso. Izumo también menciona que después de sentirse contento con lo que había logrado después de publicar el libro, el alma de Izumo regresó, sorprendido de verse en medio de toda esa atención de la nada. Takae, después de escuchar esto, conecta los puntos y se da cuenta de que Takae había poseído el cuerpo de Marika después de arrepentirse de morir y preocuparse por su familia y que Marika regresó a su cuerpo después de que Takae se sintiera contento con cómo se sentía y vivía su familia, pero regresó después de pensar en la reacción de Keisuke ante su partida para siempre.
Después de una larga conversación con Chika, Takae siente pena por ella, ya que sin darse cuenta le está quitando a Marika su tiempo en la Tierra mientras usa su cuerpo, al mismo tiempo que no le permite a Chika tener la oportunidad de estar con su hija como una mujer cambiada. Finalmente decide que tiene que dejar este cuerpo por el bien de todos los demás, pero sabe que tendrá que convencer a Keisuke y Mai de que aprendan a dejar ir sus penas.
Después de una conversación emotiva durante un viaje a las aguas termales con los Niijima, Takae convence a Keisuke de que empiece a dejar atrás a su exesposa y aprenda a vivir la vida sin remordimientos y a vivir como el padre que Mai realmente merece. Poco a poco, con la ayuda de su colega, Konomi Moriya, comienza a tener una perspectiva más positiva de la vida y se vuelve más independiente al preparar sus propios bentos, aprender a vivir sin encontrarse con Takae/Marika a menudo y no ser tan imprudente como antes. Después de una conversación larga, acalorada y emotiva con Mai, logra convencerla de que también empiece a dejar atrás a su madre. Aunque es duro para Mai perder a su madre de nuevo en cierto sentido, decide escuchar a su padre porque sabe que Keisuke está sufriendo más de lo que ella podría hacerlo, al tener que tomar la decisión consciente de perder a su amada esposa de nuevo.
Finalmente deciden organizar una propuesta falsa entre Keisuke y Konomi para convencer a Takae de que han superado su desaparición, lo que lleva a que el alma de Takae finalmente no se arrepienta y abandone el cuerpo de Marika, partiendo hacia su morada celestial para descansar en paz, instando a su hija a "ser fuerte y vivir una buena vida".
Finalmente, la historia termina con todos habiendo cambiado como personas a partir de toda esta experiencia, con la otra alma de Izumo siguiendo adelante también después de confesarle a su pareja que no pudo hacerlo en el pasado, con la relación de Marika y Chika mejorando, y con los Niijimas finalmente habiendo aprendido a vivir su vida sin remordimientos, Mai teniendo una hija con Renji y Keisuke demostrando estar viviendo feliz con su propia familia ahora feliz.

## Personajes
Keisuke Niijima (新島 圭介 Niijima Keisuke?)
 Seiyū: Daisuke Hirakawa
Takae Niijima (新島 貴恵 Niijima Takae?) / Marika Shiraishi (白石 万理華 Shiraishi Marika?)
 Seiyū: Aoi Yūki
Mai Niijima (新島 麻衣 Niijima Mai?)
 Seiyū: Maiko Nomura
Konomi Moriya (守屋 好美 Moriya Konomi?)
 Seiyū: Kana Okazaki
Chika Shiraishi (白石 千嘉 Shiraishi Chika?)
 Seiyū: Sachiko Kojima
Renji Aikawa (愛川 蓮司 Aikawa Renji?)
 Seiyū: Mutsuki Iwanaka

## Contenido de la obra

### Manga
El manga fue escrito e ilustrado por Yayū Murata, Tsuma, Shōgakusei ni Naru fue inicialmente un one-shot publicado en la revista de manga seinen Weekly Manga Times de Houbunsha el 27 de abril de 2018. Se serializó en la misma revista del 27 de julio de 2018 al 2 de diciembre de 2022. Se publicaron catorce volúmenes de tankōbon desde abril de 2019 hasta marzo de 2023.
Un manga derivado titulado Hatsukoi Aite no Kimi wa Dare? comenzó su serialización en la misma revista el 8 de marzo de 2024.

### Imagen real
El 3 de noviembre de 2021 se anunció una adaptación dramática televisiva. Fue dirigida por Toshio Tsuboi, Takeyoshi Yamamoto, Maiko Ōuchi y Naoki Katō, basada en un guion de Satomi Ōshima. Yoshihiko Nakai y Chie Masuda fueron los productores. La serie se emitió en TBS del 21 de enero al 25 de marzo de 2022. Yuga interpretó el tema principal "Tomoshibi".
Yako, Shōgakusei ni Naru, una serie derivada con una historia original, se lanzó en el servicio de transmisión japonés Paravi del 11 de febrero al 25 de marzo de 2022. Hidetaka Sakamoto, Hiroyuki Tamekawa y Saya Hirosawa dirigieron la serie a partir de un guion de Masashi Suwa.

### Anime
Se anunció una adaptación al anime el 16 de marzo de 2023. Más tarde se confirmó que era una serie de televisión producida por Studio Signpost y dirigida por Noriyuki Abe, con guiones supervisados y escritos por Sawako Hirabayashi, personajes diseñados por Narihito Sekikawa y música compuesta por Hiroko Yamasaki. El estreno se previó para el 6 de octubre de 2024 en Tokyo MX y BS11. El tema de apertura es "Ai no Reunion", interpretado por Pachae. Crunchyroll obtuvo la licencia de la serie fuera de Asia.